# Граф Вултон
Граф Вултон (англ. Earl of Woolton) — наследственный титул в системе Пэрства Соединённого королевства. Он был создан 9 января 1956 году для бизнесмена и консервативного политика Фредерика Маркуиса, 1-го виконта Вултона (1883—1964). Он также имел титулы барона Вултона из Ливерпуля в графстве Ланкастер (1939), виконта Вултона из Ливерпуля в графстве Ланкастер (1953) и виконта Валбертона из Валбертона в графстве Суссекс (1956). Все эти титулы являлись пэрствами Соединённого королевства.
По состоянию на 2024 год, обладателем графского титула является его внук, Симон Фредерик Маркуис, 3-й граф Вултон (род. 1958), наследовавший своему отцу в 1969 году.
Фамильная резиденция — Auchnacree House в окрестностях города Форфар в области Ангус (Шотландия).

## Графы Вултон (1956)
- Фредерик Джеймс Маркуис, 1-й граф Вултон (23 августа 1883 — 14 декабря 1964), сын Томаса Роберта Маркуиса (ум. 1944) и Маргарет Маркуис (урожденной Ормерод);
- Роджер Дэвид Маркуис, 2-й граф Вултон (16 июля 1922 — 7 января 1969), сын предыдущего;
- Симон Фредерик Маркуис, 3-й граф Вултон (род. 24 мая 1958), сын предыдущего от второго брака с Жозефиной Гордон-Камминг. Женат, но не имеет детей.

Нет наследника титула.